# Castello Trivulzio
Il castello o palazzo Trivulzio, anche chiamato Al Triulzi dalla popolazione locale di Roveredo (Canton Grigioni, Svizzera), fu un complesso fortificato circondato da acqua edificato dalla famiglia de Sacco nella prima metà del XIV secolo. Nei Grigioni, dove i numerosi castelli sono posti su alture rocciose, il complesso è un raro esempio di castello di pianura circondato da fossato. Della costruzione originale è rimasto ben poco. Oggi possiamo soltanto immaginarci il complesso fortificato, grazie a rilievi eseguiti alla fine del XIX secolo.

## Storia
La costruzione è menzionata per la prima volta in un documento del 1344 e sorge sul luogo di una  precedente dimora signorile citata per l'ultima volta nel 1331. Il condottiero milanese Gian Giacomo Trivulzio acquista la signoria sulla valle Mesolcina dai Sacco nel 1480. Tuttavia, i Sacco contestano di non avere ricevuto il giusto pagamento e durante una violenta rappresaglia nel 1483 incendiano il castello. In seguito, la costruzione viene restaurata e ampliata a partire dalla fine del XV secolo. Il Trivulzio intendeva costruirsi un suo Stato territoriale a partire dalla Mesolcina dove possedeva, oltre al palazzo roveredano, la rocca di Mesocco.Restituisce quindi splendore al palazzo di Roveredo, ammodernando le fortificazioni e dotandolo di sontuosi giardini e di una peschiera. 
Il castello diventa di proprietà della valle nel 1549 dopo il suo riscatto dai Trivulzio. In seguito, il palazzo è venduto nel 1552 a Antonio a Marca. 
Tra il 1583 e il 1585 funge da sede del primo “ginnasio” mesolcinese.
Poco si conosce della storia del castello durante il XVI e il XVII secolo. Una cronaca locale d’inizio XVII secolo lo definisce un “forte dirocato”. Tuttavia intorno al 1900 rimanevano ancora tracce evidenti del complesso fortificato, come si può desumere dal disegno eseguito nel 1898 dall’archeologo Eugen Probst.
All’inizio del XX secolo il fossato circondava ancora su due lati i resti del castello, prima che il tutto fosse trasformato in moderne abitazioni. Il vivaio o giardino annesso al palazzo era invece diventato una zona paludosa. La zona fu poi bonificata e coltivata a patate nel corso del secondo conflitto mondiale. Il terreno serviva inoltre per manifestazioni ginniche e sportive. Di un possibile restauro parlò la sezione moesana della PGI nel 1947: fu salvata una bifora gotica divisa da una colonnina ornata da un capitello, che abbelliva ancora la facciata nord dell’ala adibita ad abitazione nel 1930, e che fu poi incastonata sopra l’entrata principale del Museo Moesano a San Vittore, dove si trova tuttora.